# Forskals Sandrennnatter
Fors(s)kals Sandrennnatter (Psammophis schokari), auch kurz Sandrennnatter, ist eine Schlangenart aus der Familie Psammophiidae. Das Verbreitungsgebiet erstreckt sich von Nordafrika mit Libyen und Ägypten über die Arabische Halbinsel und den Vorderen Orient bis Pakistan, das südliche Turkmenistan sowie das nordwestliche Indien. Sie besitzt im hinteren Bereich des Kiefers Furchenzähne, die mit Giftdrüsen verbunden sind, und wird daher der nicht monophyletischen Gruppe der Trugnattern zugeordnet.

## Merkmale
Forskals Sandrennnatter ist eine mittelgroße Schlangenart und erreicht eine durchschnittliche Länge von etwa 100 bis 120 cm. Wie andere Sandrennnattern handelt es sich um eine sehr schlanke, lang wirkende Schlange. Die Körperfarbe ist helloliv, hellkastanienbraun, graubraun oder gelblich. Die Rücken- und Flankenzeichnung besteht aus hell-dunklen Längslinien mit 5 hellen und 4 dunklen Linien. Das Muster kann sehr undeutlich ausgebildet sein oder auch fehlen. Auf der Kopfoberseite besitzt die Schlange dunkle längliche Flecken, auf dem Stirnschild, den Überaugenschilden sowie im Nacken. Vom Nasenloch zieht sich ein dunkler Überaugenstreif zum Hals. Die Ober- und Unterlippenschilde sind dunkel gefleckt. Die Bauchseite ist blau- bis hellgrau oder rötlich mit einer dunklen Punktierung und ein oder zwei dunklen Linien. Die Körperschuppen sind glatt, der Körper wirkt daher glatt und glänzend.
Der Kopf ist lang und schmal und vom Körper abgesetzt. Die großen Augen besitzen eine runde Pupille. Der Stirnschild ist sehr lang ausgebildet, der ebenfalls lange Zügelschild liegt vor einem Voraugenschild und stößt damit nicht an den Vorderrand der Augen an. Zudem besitzt die Schlange zwei, selten drei, Hinteraugenschilde und neun, seltener acht oder zehn, Oberlippenschilde, von denen das 5. und 6., seltener das 4. und 5., den Augenunterrand berühren. Um die Körpermitte liegen 17 bis 19 Schuppenreihen.

## Verbreitung und Lebensraum

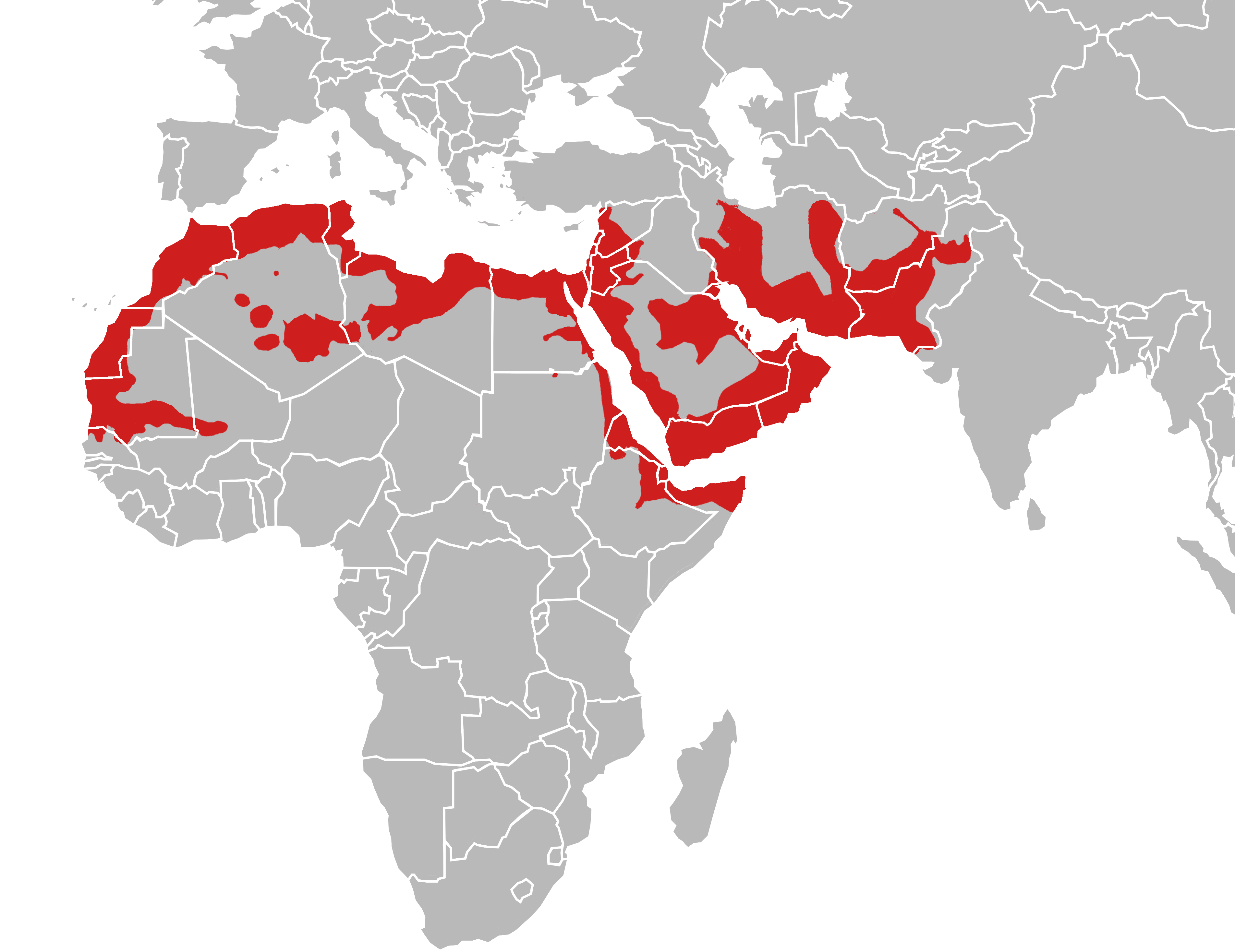
Verbreitungsgebiet von Forskals Sandrennnatter (rot)

Das Verbreitungsgebiet erstreckt sich von Nordafrika mit Libyen und Ägypten über die Arabische Halbinsel und den Vorderen Orient bis Pakistan, das südliche Turkmenistan sowie das nordwestliche Indien. Dabei werden eine Reihe von Unterarten mit unterschiedlichen Verbreitungsgebieten anerkannt.
Als Lebensraum besiedeln die Tiere Wüstengebiete mit spärlicher Vegetation, vor allem Sandwüsten, Wadis und Gebiete um Oasen.
Die Weltnaturschutzunion (IUCN) stuft die Art als nicht gefährdet (least concern) ein, mit unbekanntem Populationstrend. Sie ist in einigen Schutzgebieten verbreitet. In Turkmenistan findet sie sich u. a. im Badhyz-Naturreservat.

## Lebensweise
Forskals Sandrennnatter ist dämmerungs- und nachtaktiv und bewegt sich sehr schnell vorwärts. Sie versteckt sich tagsüber vor allem in verlassenen Nagetierbauten. Ihr Beutespektrum umfasst vor allem Echsen sowie seltener kleinere Vögel und nestjunge Mäuse. Die gefangenen Tiere hält sie in ihren Kiefern so lang fest, bis das Gift ihrer im hinteren Bereich der Zahnreihen gelegenen Giftzähne wirkt und die Beute lähmt oder tötet.
Die Schlange ist eierlegend, die Gelege bestehen wahrscheinlich aus weniger als 30 Eiern. Die Jungschlangen schlüpfen im Spätsommer und beginnen bereits nach der ersten Häutung aktiv mit der Nahrungssuche.

## Schlangengift
Sandrennnattern besitzen ein für ihre Beutetiere wirksames Gift, welches sie über die hinterständigen Furchenzähne (opistoglyph) in eine Wunde einbringen können. Die Schlangen können auch Menschen beißen, wenn sie ergriffen werden. Das Gift ist allerdings für Menschen relativ ungefährlich und kommt in der Regel durch die weit hinten stehenden Giftzähne nicht zum Einsatz.

## Systematik
Die Forskals Sandrennnatter ist eine Art aus der Gattung der Sandrennnattern. Sie wurde 1775 von Peter Forsskål als Coluber schokari wissenschaftlich erstbeschrieben. Die ehemalige Unterart Psammophis schokari aegyptius wurde inzwischen als Psammophis aegyptius in den Artstatus erhoben.